# 藤里町 (名古屋市)
藤里町（ふじさとちょう）は、愛知県名古屋市名東区の地名。丁番を持たない単独町名である。住居表示未実施。

## 地理
名古屋市名東区北東端部に位置する。東は藤香町と富が丘と長久手市櫨木、西は藤森西町、南は豊が丘、北は守山区四軒家に接する。

## 河川
- 香流川[2]
- 藤ノ木川[2]

## 歴史

### 町名の由来
猪高町大字藤森字藤ノ木に由来する。

### 沿革
- 1970年（昭和45年）7月30日 - 千種区猪高町大字藤森の一部により、同区藤里町として成立する[1]。藤森東部土地区画整理組合の換地処分による[4]。
- 1975年（昭和50年）2月1日 - 名東区編入に伴い、同区藤里町となる[1]。
- 1982年（昭和57年）10月31日 - 名東区大字森孝新田の全域および猪高町大字藤森の一部を編入する[1]。藤森西部土地区画整理組合の換地処分による[4]。
- 1983年（昭和58年）4月1日 - 地内に藤里保育園が設置される[5]。

## 世帯数と人口
2019年（平成31年）4月1日現在の世帯数と人口は以下の通りである。
| 町丁   | 世帯数  | 人口    |
| ------ | ------- | ------- |
| 藤里町 | 707世帯 | 1,419人 |

### 人口の変遷
国勢調査による人口の推移
| 2000年（平成12年） | 1,539人 | [ WEB 6 ] |  |
| 2005年（平成17年） | 1,465人 | [ WEB 7 ] |  |
| 2010年（平成22年） | 1,399人 | [ WEB 8 ] |  |
| 2015年（平成27年） | 1,289人 | [ WEB 9 ] |  |

## 学区
市立小・中学校に通う場合、学校等は以下の通りとなる。また、公立高等学校に通う場合の学区は以下の通りとなる。
| 番・番地等 | 小学校                 | 中学校               | 高等学校 |
| ---------- | ---------------------- | -------------------- | -------- |
| 全域       | 名古屋市立豊が丘小学校 | 名古屋市立藤森中学校 | 尾張学区 |

## 交通
- 愛知県道59号名古屋中環状線
- 東名高速道路[2]

## 施設
- 藤ノ木団地[2]
- 名東環境事業所[6]

1976年（昭和51年）5月10日に当地に新築移転。
- 名古屋市藤里保育園
- 藤の木公園

1991年（平成3年）4月1日供用開始。
- サンプラザ[6]

1977年（昭和52年）10月着工、1979年（昭和54年）開業。正式には名古屋勤労者福祉会館の名称で、愛称として名古屋サンプラザが設定されていた。敷地は約1万3000平方メートルで、建物自体は地上4階地下1階建ての鉄筋コンクリート造。延床面積は約1万6000平方メートルあった。総工費は約40億円。開業当時はまだ藤里町ではなく、名東区猪高町大字藤森字藤ノ木であった。当初は財団法人名古屋勤労者福祉センター管理公社が担ったが、同公社は2002年（平成14年）12月策定の「外郭団体改革実行プラン」により2004年（平成16年）度をもって解散している。2020年（令和2年）閉館。

## その他

### 日本郵便
- 郵便番号 : 465-0036[WEB 3]（集配局：名東郵便局[WEB 14]）。

### WEB
1. ↑  “愛知県名古屋市名東区の町丁・字一覧”.   人口統計ラボ. 2017年10月7日閲覧。
2. 1 2  “町・丁目(大字)別、年齢(10歳階級)別公簿人口(全市・区別)”.   名古屋市 (2019年4月22日). 2019年4月23日閲覧。
3. 1 2  “郵便番号”.  日本郵便. 2019年3月17日閲覧。
4. ↑  “市外局番の一覧”.   総務省. 2019年1月6日閲覧。
5. ↑  名古屋市役所市民経済局地域振興部住民課町名表示係 (2015年10月21日). “名東区の町名一覧”.   名古屋市. 2017年10月7日閲覧。
6. ↑  名古屋市役所総務局企画部統計課統計係 (2005年7月1日). “（刊行物）名古屋の町(大字)・丁目別人口 (平成12年国勢調査) 名東区” (XLS). 2017年10月8日閲覧。
7. ↑  名古屋市役所総務局企画部統計課統計係 (2007年6月29日). “平成17年国勢調査　名古屋の町(大字)別・年齢別人口 名東区” (XLS). 2017年10月8日閲覧。
8. ↑  名古屋市役所総務局企画部統計課統計係 (2012年6月29日). “平成22年国勢調査　名古屋の町(大字)別・年齢別人口 名東区” (XLS). 2017年10月8日閲覧。
9. ↑  名古屋市役所総務局企画部統計課統計係 (2017年7月7日). “平成27年国勢調査　名古屋の町(大字)別・年齢別人口” (XLS). 2017年10月8日閲覧。
10. ↑  “市立小・中学校の通学区域一覧”.   名古屋市 (2018年11月10日). 2019年1月14日閲覧。
11. ↑  “平成29年度以降の愛知県公立高等学校（全日制課程）入学者選抜における通学区域並びに群及びグループ分け案について”.   愛知県教育委員会 (2015年2月16日). 2019年1月14日閲覧。
12. ↑  “都市公園の名称、位置及び区域並びに供用開始の期日” (2019年5月1日). 2019年11月3日閲覧。
13. ↑  “行財政集中改革計画(素案)：外郭団体の見直し” (PDF).   名古屋市. p. 1. 2021年4月13日閲覧。
14. ↑  “郵便番号簿 2018年度版” (PDF).   日本郵便. 2019年4月23日閲覧。

### 新聞
1. 1 2 3 4 5 6  “名東区に6月オープン 名古屋勤労者福祉センター”. 広報なごや 第375号 (名古屋市):  p. 4. (1979年3月5日)
2. ↑  “名東区に6月オープン 名古屋勤労者福祉センター”. 広報なごや 第375号 (名古屋市):  p. 5. (1979年3月5日)

### 文献
1. 1 2 3 4  名古屋市計画局 1992, p. 867.
2. 1 2 3 4 5 6  「角川日本地名大辞典」編纂委員会 1989, p. 1551.
3. ↑  名古屋市計画局 1992, p. 668.
4. 1 2  名東区区制20周年記念事業実行委員会 1995, p. 84.
5. ↑  名東区区制20周年記念事業実行委員会 1995, p. 38.
6. 1 2  「角川日本地名大辞典」編纂委員会 1989, p. 1552.
7. ↑  名古屋市会事務局 1995, p. 49.